# Saint-Donat-sur-l’Herbasse
Saint-Donat-sur-l’Herbasse ist eine französische Gemeinde mit 4224 Einwohnern (Stand: 1. Januar 2022) im Département Drôme in der Region Auvergne-Rhône-Alpes; sie gehört zum Arrondissement Valence und ist der Hauptort (chef-lieu) des Kantons Drôme des collines. Die Bewohner werden Donatiens und Donatiennes genannt.
Die Gemeinde erhielt die Auszeichnung „Eine Blume“, die vom Conseil national des villes et villages fleuris (CNVVF) im Rahmen des jährlichen Wettbewerbs der blumengeschmückten Städte und Ortschaften verliehen wird.

## Geographie
Saint-Donat-sur-l’Herbasse liegt an dem kleinen Fluss Herbasse, einem Zufluss der Isère. Umgeben wird Saint-Donat-sur-l’Herbasse von den Nachbargemeinden Ratières im Norden, Charmes-sur-l’Herbasse im Nordosten, Margès im Osten und Nordosten, Peyrins im Südosten, Saint-Bardoux im Süden, Clérieux im Südwesten, Marsaz im Westen und Bren im Nordwesten.

## Geschichte
Der Ort Jovincieu deutet schon darauf hin, dass er ein Heiligtum des Iovis beherbergte. In der gallorömischen Ortschaft nahm Corbus, Bischof von Grenoble, 732 sein Refugium vor den Sarazenen. So kamen auch die Reliquien des Heiligen Donatus nach Jovincieu.
Ab dem 13. Jahrhundert wurde der Name des Heiligen zum Toponym.

### Bevölkerungsentwicklung
| Jahr                       | 1962 | 1968 | 1975 | 1982 | 1990 | 1999 | 2006 | 2016 |
| Einwohner                  | 2345 | 2217 | 2141 | 2233 | 2658 | 3132 | 3451 | 4107 |
| Quellen: Cassini und INSEE |      |      |      |      |      |      |      |      |

## Sehenswürdigkeiten
- Kapelle, genannt Chapelle des Evêques, im 12. Jahrhundert erbaut, seit 1906 als Monument historique klassifiziert
- Kollegiatstift Saint-Pierre-et-Saint-Paul und Palais Delphinal, im 12. Jahrhundert erbaut, im 17. Jahrhundert umgestaltet, seit 1946 als Monument historique klassifiziert
- Kirche des Kollegiatstifts, im 12. Jahrhundert erbaut, seit 1906 partiell als Monument historique klassifiziert, seit 1926 und 1956 partiell als Monument historique eingetragen
- Schloss Collonges

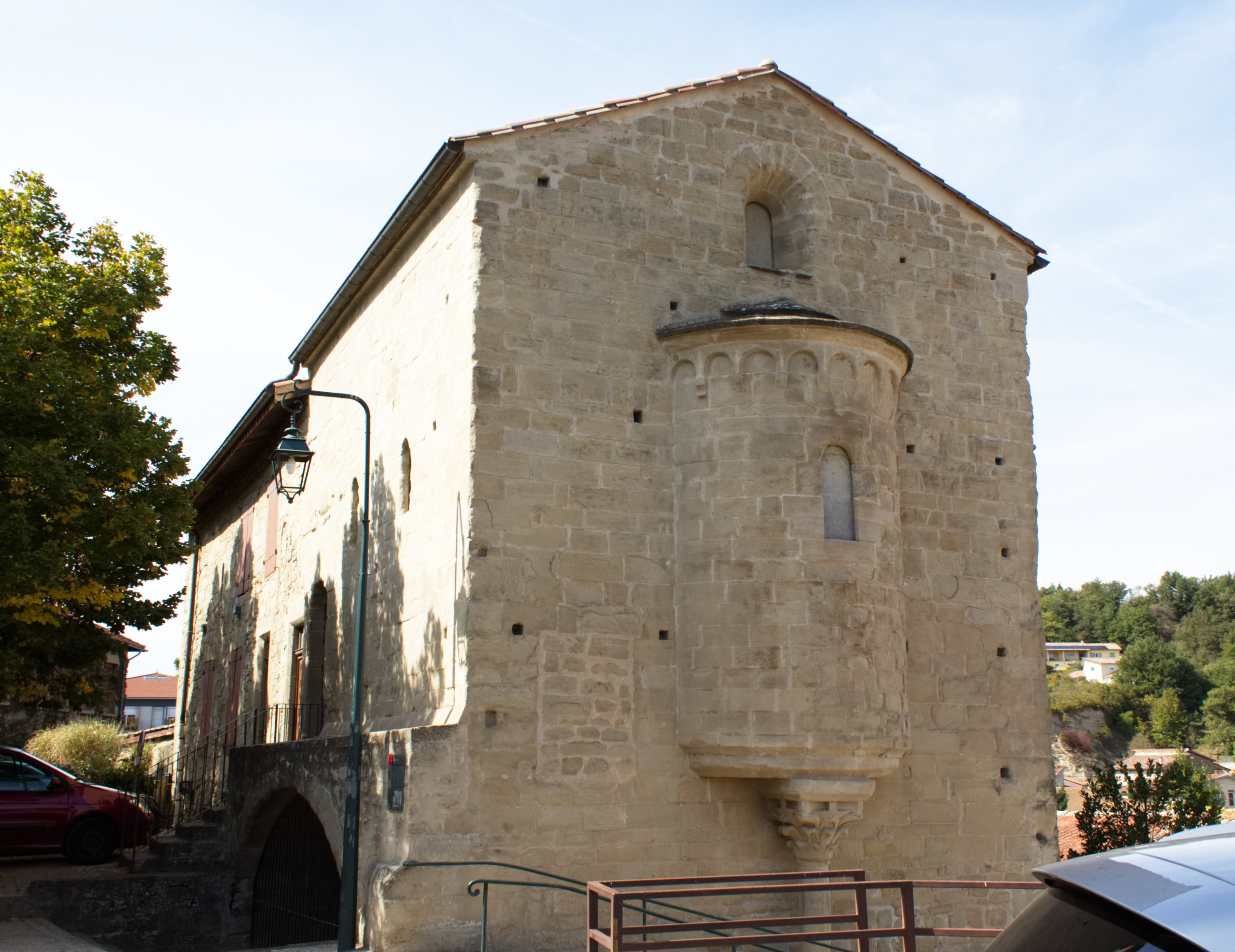
Chapelle des Evêques, Apsis
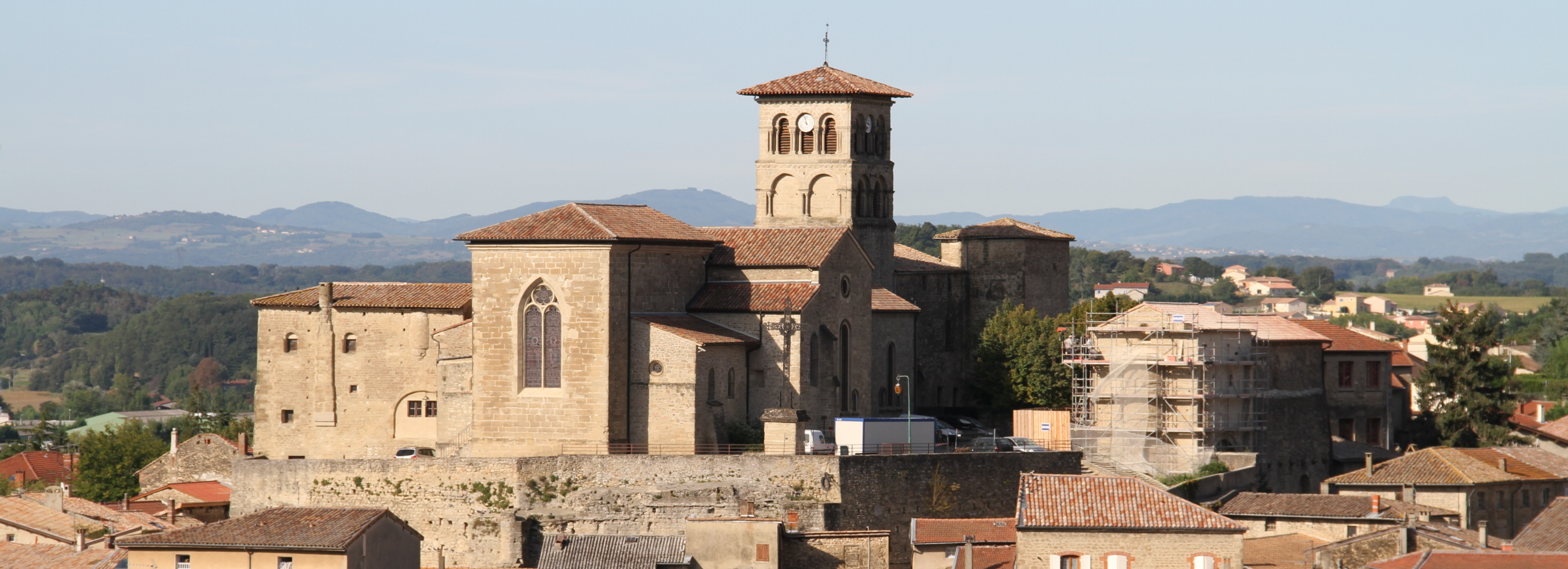
Kollegiatstift Saint-Pierre-et-Saint-Paul, Palais Delphinal und Kirchturm
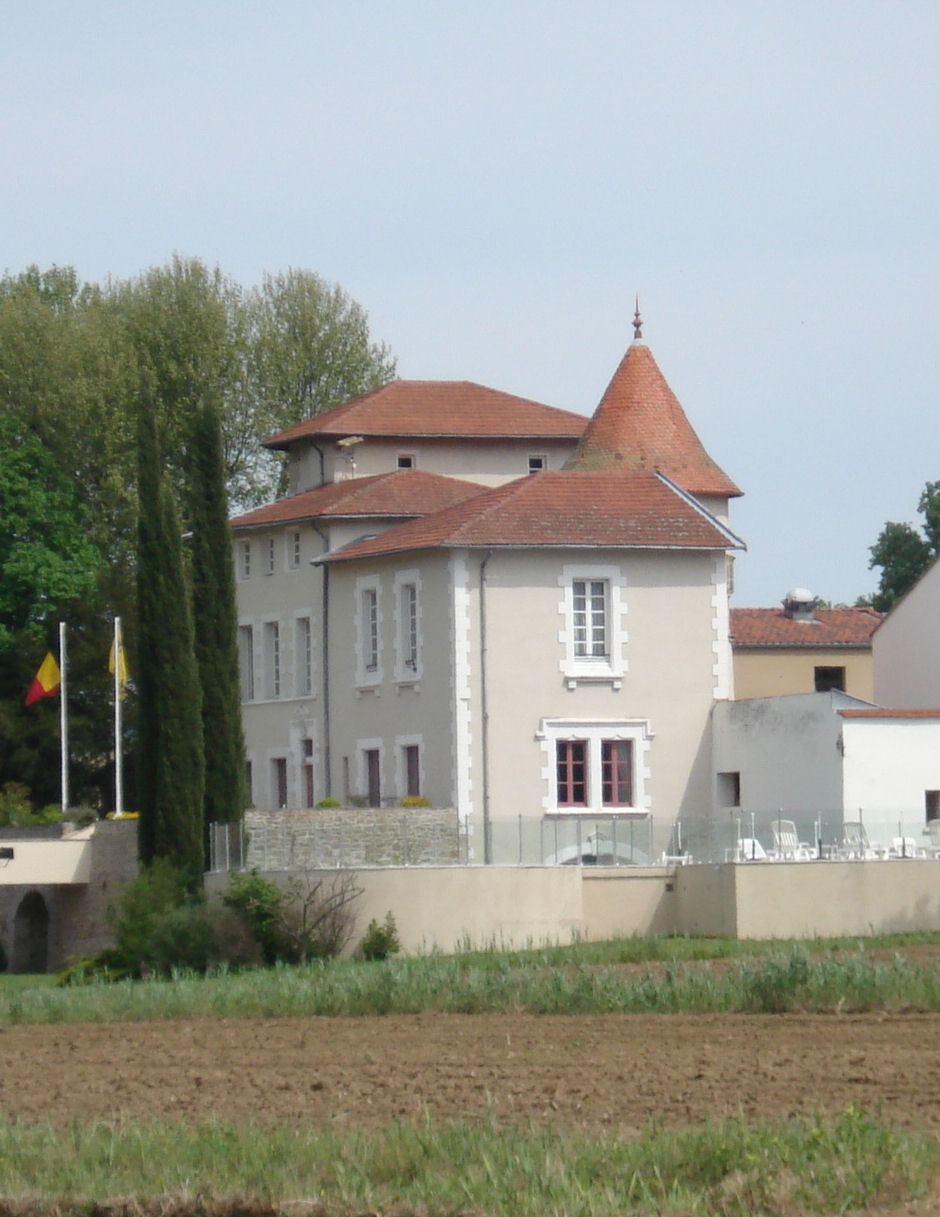
Schloss Collonges

## Gemeindepartnerschaften
Mit der deutschen Gemeinde Ottobeuren in Schwaben (Bayern) seit 1994 und mit der italienischen Gemeinde Oulx in der Provinz Turin (Piemont) seit 1988 bestehen Partnerschaften.

## Persönlichkeiten
- Isabelle Hausser (* 1953), französische Verwaltungsjuristin, Schriftstellerin, Übersetzerin und Herausgeberin